# Tamer Bayoumi
Tamer Salah Ali Abdu Bayoumi (تامر بيومى, ur. 12 kwietnia 1982) – egipski taekwondzista. Brązowy medalista olimpijski z Ateny.
Zawody w 2004 były jego pierwszymi igrzyskami olimpijskimi. Brązowy medal wywalczył w wadze do 58 kilogramów. Był to pierwszy olimpijski medal zdobyty przez taekwondzistę z Egiptu. Brał udział w igrzyskach w 2012. Zdobył brązowy medal mistrzostw świata w wadze do 58 kilogramów w 2007 i pięciokrotnie zostawał mistrzem Afryki.